# 王中孚 (1897年)
王中孚（1897年—1933年），字西侯，男，河南新乡人，中国抗日将领。

## 生平
1915年，中央混成模范团第二期毕业后长期在方振武部下任职。
1929年，任第一集团军第四军团(军团长方振武)第四十五师(师长方振武兼)第一三五旅(旅长王占林)第二六九团上校团长。
1930年，任反蒋联军第二方面军(总司令鹿钟麟)第一路(总指挥张维玺)第四军(军长阮玄武)第二师(师长鲍刚)第一团团长。随部参加中原大战，失败后随冯部退至山西介休。
1933年春，由鲍刚率领从山西开赴张家口，参加抗日。任抗日救国军(总指挥方振武)第四军(军长米文和)教导师师长。同年8月，冯玉祥宣布下野，收缩军事，方振武、吉鸿昌率部继续坚持反蒋抗日，后在进攻昌平小汤山时阵亡。